# Аборт: Истории, рассказанные женщинами
Аборт: Истории, рассказанные женщинами (англ. Abortion: Stories Women Tell) — американский документальный фильм 2016 года, режиссёр и продюсер Трейси Дроз Трагос. В центре сюжета фильма разные женщины по обе стороны дебатов об абортах в штате Миссури. Премьера состоялась 18 апреля 2016 года на кинофестивале «Трайбека».

## Производство
Режиссёр Трейси Дроз Трагос рассказала IndieWire, что начала снимать в сентябре 2014 года, когда в Миссури готовился закон об абортах с 72-часовым периодом ожидания. В отдельном интервью Uproxx она сказала, что основной целью фильма было «не снять политический фильм, а сделать фильм, который был бы личным и в котором высказывались бы женщины и пациенты, а также были показаны обстоятельства, с которыми сталкиваются женщины. По-настоящему вырвать это из политической, риторической, абстрактной сферы и вернуть реальным женщинам». В редакционной статье журнала Time Трагос написала, что перед съемками ей пришлось отказаться от использования социальных сетей, таких как Twitter и Facebook, на два года.

## Релиз
Премьера фильма «Аборт: Истории, рассказанные женщинами» состоялась на кинофестивале Tribeca 18 апреля 2016 года. Он также был показан в некоторых кинотеатрах США 12 августа 2016 года.

## Реакция критики
Сайт с агрегацией обзоров Rotten Tomatoes даёт фильму 100% оценку на основе 14 обзоров — средний рейтинг 7,2 из 10. Metacritic предлагает средний балл 78% на основе мнений восьми критиков, что указывает на «в целом положительные отзывы».
Клаудия Пуч для TheWrap написала: «[Хотя] этот хорошо сделанный фильм вряд ли изменит мнение по спорному вопросу, давая женщинам возможность рассказать о своём опыте, «Аборт: Истории, рассказанные женщинами», должен, по крайней мере, как минимум коснуться сердца». Эми Брэди для The Village Voice описала фильм как «вызывающий слёзы, но также приводящий в ярость». Брайан Лоури для CNN назвал его «сдержанным и трезвым», хотя он «вряд ли изменит многие сердца или умы». Брайан Таллерико для RogerEbert.com дал оценку 3/4, написав: «Хотя «Аборт: Истории, рассказанные женщинами» укрепляет свою чёткую позицию сторонников выбора, предоставляя другой стороне некоторое время перед камерой, это не откровенно политический фильм… женщины и их истории имеют значение».